# Zombina and The Skeletones
Zombina and The Skeletones é uma banda britânica de horror punk de Liverpool, Inglaterra, formada em 1998 pela vocalista Zombina e pelo compositor Doc Horror. Suas letras, geralmente sarcásticas, tem como tema filmes de terror e ficcção científica, ainda que seu estilo musical seja bem animado, com elementos de garage punk, doo wop e hard rock. Por causa da aparente obsessão da banda por Filmes B e humor negro, sua base de fãs se espalha pelas cenas de rock gótico, horror punk, death rock e psychobilly.

## História

### Formação
Zombina conheceu Doc Horror em 1998, rapidamente se tornaram amigos e fundaram uma banda chamada The Deformed, produzindo a fita demo "No Sleep 'Til Transylvania", no começo de 1999. A fita continha músicas que mais tarde se tornariam clássicos do Zombina and the Skeletones: "The Grave… And Beyond!", "Braindead" e "Leave My Brain Alone"; com uma forte influência de filmes B de terror, bem similar ao estilo dos Misfits e do The Cramps.
Logo no primeiro show, (1999, no já destruído bar de Liverpool, "Guinans") Doc Horror convidou o público para votar em dois nomes para banda. Continuariam como The Deformed ou passariam a se chamar Zombina and The Skeletones, brincadeira inspirada no nome de Josie and the Pussycats. O público escolheu o último.
Nos dias de hoje, Zombina and the Skeletones continuam em constante turnê pelo Reino Unido e Europa, seus álbuns de estúdio idolatrados por fãs de terror e música pop. O último álbum da banda é "Out of the Crypt and Into Your Heart", lançado em Outubro de 2008.

## Integrantes

### Line-up atual
- Zombina Venus Hatchett - Vocais/Theremin (1999-atualmente)
- Doc Horror - Guitarra/Vocais (1999-atualmente)
- Ben Digo - bateria(2006-atualmente) (ex-The Dangerfields)
- Kyle K'Thulu - Baixo
- X-Ray Speck - Saxophone

### Ex-integrantes
- Grim Outlook - Guitarra (1999-2004)
- Taylor Woah - Guitarra (2004) (agora na banda The Bendal Interlude)
- Kit Shivers - Bateria (1999-2005)
- Louie Diablo - Guitarra/Vocais (2004-2006) (agora na banda The Stig Sound-System)
- Pete Martin - Bateria (2006)
- Jonny Tokyo - teclado/Vocais (1999-2008) (agora na banda aPAtT)
- Jettison Dervish - Bass (2005-2008)

## Discografia

### Álbuns
- Taste the Blood of Zombina and The Skeletones (2002)
- Halloween Hollerin'! (2003)
- Monsters On 45 (2006)
- Death Valley High (2006)
- Out of the Crypt and Into Your Heart (2008)

### EPs
- Loves Bites (2000)
- 3 Songs vs. Your Brain (2006)
- A Chainsaw For Christmas (2006)
- Halloween Party Classics (2007)

### Trilogia 7" EP
- I Was A Human Bomb For The F.B.I. (2004)
- Mondo Zombina! (2005)
- Staci Stasis (2005)

### Singles
- Silver Bullet (2001)
- Dracula Blood (2007)

### Bootlegs
- Dial Z for Zombina (2004)